# 아노역 (후쿠오카현)
아노역(일본어: 穴生駅)은 일본 후쿠오카현 기타큐슈시 야하타니시구에 위치한 지쿠호 전기 철도 지쿠호 전기 철도선의 철도역이다. 역 번호는 CK 05이며, 상대식 승강장 2면 2선의 구조를 갖춘 고가역이다.

## 역 주변
| 1 | ■ 지쿠호 전기 철도선 | 하행 | 에이노마루 · 구스바시 · 지쿠호노가타 방면 |
| 2 | ■ 지쿠호 전기 철도선 | 상행 | 구로사키에키마에 방면                     |

## 이용 현황
- 2013년도 기준 : 1,310명.

## 역 주변
- 규슈 지방 정비국 야하타 유지 출장소
- 후쿠오카 법무국 야하타 출장소
- 후쿠오카 현 기타큐슈 적십자 혈액 센터
- 기타큐슈 시립 아노 소학교 · 하기와라 소학교

## 인접 역
| 지쿠호 전기 철도 지쿠호 전기 철도선  | 지쿠호 전기 철도 지쿠호 전기 철도선 | 지쿠호 전기 철도 지쿠호 전기 철도선 |
| ------------------------------------ | ----------------------------------- | ----------------------------------- |
| CK 04 하기와라 구로사키에키마에 방면 | ■ 지쿠호 전기 철도선                | 모리시타 CK 06 지쿠호노가타 방면    |